# Capitellum metallicum
Capitellum metallicum là một loài thằn lằn trong họ Scincidae. Loài này được Bocourt mô tả khoa học đầu tiên năm 1879.